# جون مارش
جون مارش (بالإنجليزية: John Marsh)‏ هو فنان قتال مختلط أمريكي، ولد في 15 سبتمبر 1970 في توررانسي في الولايات المتحدة.

## وصلات خارجية
- جون مارش على موقع شيردوغ (الإنجليزية)
- جون مارش على موقع Tapology.com (الإنجليزية)
- جون مارش على موقع IMDb (الإنجليزية)
- جون مارش على موقع IMDb (الإنجليزية)